# Oxyothespis acuticeps
Oxyothespis acuticeps är en bönsyrseart som beskrevs av Sjostedt 1930. Oxyothespis acuticeps ingår i släktet Oxyothespis och familjen Mantidae. Inga underarter finns listade i Catalogue of Life.